# Josiah Cross
Josiah Cross (* um 2000) ist ein US-amerikanischer Filmschauspieler, der auch als Model arbeitet.

## Leben
Josiah Cross wuchs in Cleveland in Ohio auf. Auf dem College entdeckte er seine Liebe für das Schauspielen und das Theater.
In der Filmbiografie King Richard von Reinaldo Marcus Green aus dem Jahr 2021 war Cross in einer Nebenrolle als TD zu sehen. Seine erste Hauptrolle in einem Film erhielt er in A Thousand and One von A. V. Rockwell. Darin ist er in der Rolle des 17-jährigen Terry zu sehen, der von seiner von Teyana Taylor gespielten Mutter aus einer Pflegefamilie entführt wurde. Der Film feierte im Januar 2023 beim Sundance Film Festival seine Premiere und wurde dort mit dem US Dramatic Grand Jury Prize ausgezeichnet. In der während des Zweiten Weltkriegs spielenden Miniserie Masters of the Air, die im Laufe des Jahres 2023 in das Programm von Apple+ aufgenommen werden soll, ist er in einer Folge in einer Nebenrolle zu sehen.

## Filmografie
- 2017: Back 2 Life (Kurzfilm)
- 2018: Phone Tales (Kurzfilm)
- 2021: King Richard
- 2023: A Thousand and One